# Karl Schütte
Karl Schütte (* 6. Februar 1898 in Brunsbüttel; † 6. September 1974 in Hamburg) war ein deutsch-österreichischer Astronom und Hochschulprofessor.
Nach Forschungstätigkeiten in Astrometrie und Theoretische Astronomie wurde er 1940 zugleich mit Bruno Thüring an die Universität Wien berufen, wo er Nachfolger des Astronomen und Geophysikers Adalbert Prey wurde. Bald jedoch zum Wehrdienst eingezogen, konnte er sich erst mehrere Jahre später wieder der Wissenschaft widmen (Berufung an die Universität München; sein Nachfolger in Wien wurde der ebenfalls weithin anerkannte Astronom Konradin Ferrari d’Occhieppo).
Schütte war von 1952 bis 1955 Vorsitzender der bundesdeutschen Gesellschaft für Weltraumforschung e. V., sowie langjähriger Mitherausgeber der Fachzeitschrift Astronautica Acta.
In der Allgemeinheit wurde Schütte vor allem durch einige populärwissenschaftliche Bücher bekannt, insbesondere:
- Welcher Stern ist das? (1955, weitere Auflagen bis ca. 1988) in der weit verbreiteten Sachbuchreihe des Kosmos-Verlags (gemeinsam mit K. Widmann), mit Sternkarten und jeweils aktuellen Forschungsergebnissen.
- Welches Sternbild ist das? (Kosmos-Naturführer, Stuttgart 1990)
- Unser astronomisches Weltbild heute. Herder-Verlag 1971 und 1982/83.
- Die Weltraumfahrt hat begonnen. (1958) Taschenbuch, das erstmals im deutschen Sprachraum die Wissenschaft der Astronautik umfassend behandelte und weit vorausblickend ihre Zukunftsperspektiven entwickelte.

Schütte leistete u. a. technische Beträge zur Astrometrie (siehe 4. Weblink). 